# السوق على ضوء الشموع
السوق على ضوء الشموع هي لوحة بريشة الرسام الهولندي بتروس فان شندل رسمها سنة 1869 بأسلوبه الرومانسي المميز من خلال الاعتماد على ضوء الشموع في إضاءة اللوحة.

## وصف
اللوحة تصور امرأة شابة تحمل سلالًا محملة بالخضروات في ليلةٍ ظَلْماء مع ضوء القمر الخافت في الخلفية عبر الغيوم ، ومع أبنية من العصر الفيكتوري ذات الطراز القوطي، ولا يوجد مصدر للضوء سوى الشُموع التي تضيء اللوحة بطريقة واقعية جادها شندل حد الكَمال أستحق عن جدارة لقب «سيد الشموع».

## الرسام
بتروس فان شندل (1806-1870)، هو رسام بلجيكي-هولندي اشتهر برسمه لوحات تصور الحياة اليومية بأسلوب رومانسي، وكان متخصصاً في رسم المشاهد الليلية، التي تحتوي على المصابيح أو القناديل والشموع. أدى هذا إلى شهرته بلقب «سيد الشموع». رسم مشاهد المناظر طبيعية، تحت ضوء القمر، كما رسم أعمال تتناول مظاهر الحياة اليومية بورتريهات تقليدية. كانت الكثير من لوحاته رسومات الحبر المغسول على خشب. عام 1869، أنتج بضعة لوحات تجريبية مضاءة بالمصابيح القوسية الكهربائية. بالإضافة لفنه، كان مهتماً بميكانيكا المحركات البخارية، وعام 1841، اخترع جهاز لتحسين نصل السفن البخارية. كما ابتكر اقتراحات لتحسين الاستقرار الجانبي لعربات السكك الحديدية واستصلاح الأراضي البرية في دى كمبين.